# Karlbybådan
Karlbybådan är en ö i Åland (Finland). Den ligger i den sydöstra delen av landskapet, 60 km sydost om huvudstaden Mariehamn.